# لئون-گونتران داماس
لئون-گونتران داماس (به فرانسوی: Léon-Gontran Damas) نویسنده، شاعر و سیاست‌مدار قرن بیستم میلادی اهل فرانسه است.